# Stan King
Stan King (Hartford, 1900 – New York, 19 november 1949) was een Amerikaanse jazzdrummer en zanger. Tevens speelde hij met een kazoo.

## Biografie
King kwam rond 1920 naar New York, waar hij in de jaren 1922-1926 aan talrijke plaatopnames van de California Ramblers en de spin-off The Little Ramblers meewerkte. Hij speelde hierop ook wel kazoo en was te horen als scatzanger ('Those Panama Mamas'). Hij speelde in die tijd tevens mee bij opnames van Varsity Eight (1923) en University Six (1925), groepen waarachter de California Ramblers schuilging.
Eind jaren twintig speelde hij met toonaangevende dansorkesten en jazzgroepen, van bijvoorbeeld Roger Wolfe Kahn, Jean Goldkette, Paul Whiteman, Ben Selvin, Boyd Senter (1928), Joe Venuti (1929), Bert Lown (1929–1931) en de Dorsey Brothers. Tevens werkte hij mee aan platen van kleinere groepen.
In de jaren dertig was hij voornamelijk als studiomuzikant actief. Zo speelde hij onder andere in een vroege versie van het orkest van Benny Goodman, met Adrian Rollini (1934), Joe Haymes, de Three T's, Frankie Trumbauer, Louis Armstrong (1936), Bob Howard (1937) en Bob Zurke (1939/40). In de jaren veertig had King een probleem met de fles, met gevolgen voor zijn gezondheid, en was hij als muzikant aanmerkelijk minder actief. Hij speelde nog in de band van Chauncey Grey Band en raakte daarna in de vergetelheid. Volgens jazzauteur Scott Yanow was Stan King een van de leidende jazzdrummers van de jaren twintig. Hij is te horen op platen van bijvoorbeeld Ethel Waters, Bix Beiderbecke, Louis Armstrong, Louis Prima, Jack Teagarden en Fats Waller.